# Irina (Venuskrater)
Irina ist ein Einschlagkrater auf dem Planeten Venus. Sein Durchmesser beträgt 15,2 Kilometer. Seine Benennung nach dem griechischen weiblichen Vornamen Irina wurde von der IAU 1985 bestätigt. Der Krater liegt innerhalb der auf der Venus vorherrschenden weiten Ebenen bei 35,0° Nord und 91,2° Ost.